# George Bovet

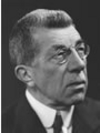
George Bovet

George Bovet (Neuchâtel, 27 november 1874 - Lausanne, 20 mei 1946) was een Zwitsers politicus.
Bovet bezocht het gymnasium te Genève en studeerde taalkunde in Berlijn en rechten in Bern. Hij was van 1896 tot 1898 redacteur van National Suisse (La Chaux-de-Fonds) en daarna van 1898 tot 1912 Berner correspondent voor Lausanner Revue, de Parijser Le Temps en de Frankfurter Zeitung.
Bovet werd in 1910 vertaler op de Bondskanselarij en van 1911 tot 1934 was hij secretaris van de Nationale Raad. In 1927 werd Bovet tot vicekanselier gekozen. Hij diende onder Robert Käslin.
Bovet werd in april 1934 voor de Vrijzinnig Democratische Partij (FDP) tot bondskanselier gekozen. Hij bleef bondskanselier tot 31 december 1943.
Aanvankelijk wilde de Zwitserse Conservatieve Volkspartij (SKVP) iemand kandideren voor het ambt van bondskanselier. De vrijzinnigen wilden de conservatieve kandidaat steunen. Vóór de verkiezing van een nieuwe bondskanselier plaatsvond moest er nog een opvolger worden gekozen voor Bondsraadslid Heinrich Häberlin. Toen de conservatieven echter niet de officiële kandidaat voor het lidmaatschap van de Bondsraad Johannes Baumann steunden, maar een kandidaat van de Liberale Partij van Zwitserland (LPS), besloot de FDP bij de verkiezing voor een bondskanselier niet langer de kandidaat van de conservatieven te steunen maar Bovet, die uiteindelijk ook werd gekozen.
Bovet was de eerste Franstalige bondskanselier. Hij overleed op 71-jarige leeftijd.